# Tiro esportivo nos Jogos Pan-Americanos de 2019 - Carabina de ar misto por equipes
A categoria da carabina de ar 10 m duplas mistas foi um dos eventos do tiro esportivo nos Jogos Pan-Americanos de 2019, em Lima. Foi disputada no dia 3 de agosto no Las Palmas Range.

## Calendário
Horário local (UTC-5)
| Data        | Horário | Fase         |
| ----------- | ------- | ------------ |
| 3 de agosto | 09:00   | Qualificação |
| 3 de agosto | 11:00   | Final        |

## Medalhistas
| Ouro   | ARG Fernanda Russo Marcelo Guitérrez |
| Prata  | USA Minden Miles Lucas Kozeniesky    |
| Bronze | MEX Gabriela Martínez Edson Ramírez  |

## Resultados

### Qualificação
| Pos. | Atiradores                             | Nacionalidade      | 1     | 2     | 3     | 4     | Total | Notas |
| ---- | -------------------------------------- | ------------------ | ----- | ----- | ----- | ----- | ----- | ----- |
| 1    | Minden Miles Lucas Kozeniesky          | USA Estados Unidos | 209.0 | 210.7 | 210.2 | 208.1 | 838.0 | Q     |
| 2    | Alison Weisz Timothy Sherry            | USA Estados Unidos | 207.9 | 207.7 | 208.7 | 210.3 | 834.6 | Q     |
| 3    | Gabriela Martínez Edson Ramírez        | MEX México         | 206.3 | 207.8 | 208.8 | 208.9 | 831.8 | Q     |
| 4    | Fernanda Russo Marcelo Gutiérrez       | ARG Argentina      | 206.6 | 207.3 | 208.5 | 205.9 | 828.3 | Q     |
| 5    | Yarimar Mercado Luis Mendoza           | PUR Porto Rico     | 205.3 | 207.7 | 208.9 | 205.5 | 827.4 | Q     |
| 6    | Geovana Meyer Leonardo do Nascimento   | BRA Brasil         | 204.8 | 209.0 | 205.8 | 207.0 | 826.6 |       |
| 7    | Goretti Zumaya Carlos Quezada          | MEX México         | 206.0 | 208.6 | 206.4 | 204.8 | 825.8 |       |
| 8    | Eglys de la Cruz Alexander Molerio     | CUB Cuba           | 207.4 | 206.9 | 204.3 | 205.0 | 823.6 |       |
| 9    | Sara Vizcarra Daniel Vizcarra          | PER Peru           | 206.3 | 204.5 | 205.9 | 204.8 | 821.5 |       |
| 10   | Karina Cerpa Anyelo Parada             | CHI Chile          | 202.2 | 208.4 | 207.2 | 202.9 | 820.7 |       |
| 11   | Ana Elizabeth Ramírez Israel Gutiérrez | ESA El Salvador    | 207.7 | 204.0 | 204.5 | 204.2 | 820.4 |       |
| 12   | Jazmine Matta Douglas Arias            | GUA Guatemala      | 207.2 | 205.7 | 203.7 | 203.3 | 819.9 |       |
| 13   | Alliana Volkart Alexis Eberhardt       | ARG Argentina      | 203.7 | 207.5 | 206.6 | 202.0 | 819.8 |       |
| 14   | Sofía Padilla Milton Camacho           | ECU Equador        | 203.5 | 203.1 | 202.9 | 206.2 | 815.7 |       |
| 15   | Melissa Pérez Noe Preza                | ESA El Salvador    | 200.9 | 203.0 | 204.4 | 207.3 | 815.6 |       |
| 16   | Polymaria Velasquez Juan Chinchilla    | GUA Guatemala      | 200.4 | 206.0 | 203.1 | 206.0 | 815.5 |       |
| 17   | Ana Karina Cruz Cristian Santacruz     | ECU Equador        | 202.9 | 205.5 | 204.0 | 201.5 | 813.9 |       |
| 18   | Shannon Westblake Christopher Baldwin  | CAN Canadá         | 203.1 | 203.7 | 203.3 | 203.3 | 813.4 |       |
| 19   | Lucia Cruz Miguel Mejia                | PER Peru           | 198.7 | 202.7 | 204.9 | 205.6 | 811.9 |       |
| 20   | Simone Prachthauser Jefferson de Souza | BRA Brasil         | 201.9 | 200.9 | 205.8 | 202.9 | 811.5 |       |
| 21   | Danielys Pérez Rainier Quintanilla     | CUB Cuba           | 196.2 | 205.8 | 202.7 | 203.2 | 807.9 |       |
| 22   | Selenia Ledezma Gabriel Chambi         | BOL Bolívia        | 192.4 | 198.7 | 197.8 | 194.3 | 783.2 |       |

### Final
| Pos.              | Atirador                         | Nacionalidade      | 1     | 2           | 3           | 4          | 5          | 6          | 7          | Total | Notas                            |
| ----------------- | -------------------------------- | ------------------ | ----- | ----------- | ----------- | ---------- | ---------- | ---------- | ---------- | ----- | -------------------------------- |
| Medalha de ouro   | Fernanda Russo Marcelo Guitérrez | ARG Argentina      | 103.9 | 208.8 104.9 | 312.6 103.8 | 354.4 41.8 | 397.0 42.6 | 438.8 41.8 | 499.2 60.4 | 499.2 | Recorde dos Jogos Pan-Americanos |
| Medalha de prata  | Minden Miles Lucas Kozeniesky    | USA Estados Unidos | 104.7 | 208.1 103.4 | 313.0 104.9 | 354.7 41.7 | 396.3 41.6 | 437.7 41.4 | 498.5 60.8 | 498.5 |                                  |
| Medalha de bronze | Gabriela Martínez Edson Ramírez  | MEX México         | 101.3 | 204.8 103.5 | 308.6 103.8 | 349.7 41.1 | 391.0 41.3 | 432.9 41.9 | 432.9      | 432.9 |                                  |
| 4                 | Alison Weisz Timothy Sherry      | USA Estados Unidos | 102.5 | 206.5 104.0 | 309.5 103.0 | 350.2 40.7 | 390.6 40.4 | 390.6      | 390.6      | 390.6 |                                  |
| 5                 | Yarimar Mercado Luis Mendoza     | PUR Porto Rico     | 101.2 | 203.3 102.1 | 305.9 102.6 | 347.0 41.1 | 347.0      | 347.0      | 347.0 60.8 | 347.0 |                                  |